# Poynor
Poynor è un comune (town) degli Stati Uniti d'America della contea di Henderson nello Stato del Texas. La popolazione era di 314 persone al censimento del 2000.

## Geografia fisica
Poynor è situata a 32°04′40″N 95°35′49″W (32.077740, -95.596885).
Secondo lo United States Census Bureau, ha un'area totale di 2,4 mi² (6,22 km²).

## Società

### Evoluzione demografica
Secondo il censimento del 2000, c'erano 314 persone.

### Etnie e minoranze straniere
Secondo il censimento del 2000, la composizione etnica della città era formata dal 92,68% di bianchi, il 5,41% di afroamericani, lo 0,96% di nativi americani, lo 0,32% di altre razze, e lo 0,64% di due o più etnie. Ispanici o latinos di qualunque razza erano il 4,46% della popolazione.